# Ryōhei Koiso
 (mai 2022).
Si vous disposez d'ouvrages ou d'articles de référence ou si vous connaissez des sites web de qualité traitant du thème abordé ici, merci de compléter l'article en donnant les références utiles à sa vérifiabilité et en les liant à la section « Notes et références ».
Ryōhei Koiso (小磯 良平, Koiso Ryōhei) (25 juillet 1903 - 16 décembre 1988) est un peintre japonais. 

## Biographie
Diplômé de département de l'art occidental de l'Université des arts de Tokyo en 1927, sa carrière est couronnée de succès dès l'origine. 
Au cours de la Seconde Guerre mondiale, il est souvent commissionné pour réaliser des peintures représentant des scènes militaires japonaises, telles que la signature de la capitulation britannique à Singapour ou les fantassins japonais se frayant un chemin à travers les champs d'herbe haute en Malaisie. 
Il revient à la peinture grand public une fois la guerre terminée et peint jusqu'à sa mort.

## Distinctions
- Personne de mérite culturel en 1979
- Ordre de la Culture en 1983